# Класификација за најбољег младог возача на Ђиро д’Италији
Класификација за најбољег младог возача на Ђиро д’Италији је једна од другостепених класификација на етапној бициклистичкој трци, јeдној од три гранд тур трке — Ђиро д’Италији. Уведена је 1976. Рачуна се рачуна на исти начин као и генерални пласман, сабирају се времена на крају сваке етапе, али само за возаче до 25 година. У периоду од 1976. до 1994. класификација је била уређена другачије. Лидер класификације носи белу мајицу (итал. maglia bianca).
Након Ђира 1994. класификација је укинута. Враћена је на Ђиро 2007. са правилом да учествују возачи до 25 година.
Четири возача су освојила класификацију за најбољег младог возача и Ђиро исте године:
- Евгениј Берзин 1996.
- Наиро Кинтана 2014.
- Тео Гејган Харт 2020.
- Еган Бернал 2021.

## Победници
Победници класификације за најбољег младог возача.
- 2025.  Исак дел Торо
- 2024.  Антонио Тибери
- 2023.  Жоао Алмеида
- 2022.  Хуан Педро Лопез
- 2021.  Еган Бернал
- 2020.  Тео Гејган Харт
- 2019.  Мигел Анхел Лопез
- 2018.  Мигел Анхел Лопез
- 2017.  Боб Јунгелс
- 2016.  Боб Јунгелс
- 2015.  Фабио Ару
- 2014.  Наиро Кинтана
- 2013.  Карлос Бетанкур
- 2012.  Ригоберто Уран
- 2011.	 Роман Кројцигер
- 2010.	 Ричи Порт
- 2009.	 Кевин Селдрајерс
- 2008.	 Рикардо Рико
- 2007.	 Анди Шлек
- 1995—2006. Није додјељивана
- 1994.	 Евгениј Берзин
- 1993.	 Павел Тонков
- 1992.	 Павел Тонков
- 1991.  Масимилијано Лели
- 1990.	 Владимир Пулников
- 1989.	 Владимир Пулников
- 1988.  Стефано Томазини
- 1987.  Роберто Конти
- 1986.	 Марко Ђованети
- 1985.  Алберто Волти
- 1984.	 Шарли Моте
- 1983.	 Франко Кјочоли
- 1982.  Марко Гропо
- 1981.	 Ђузепе Фарака
- 1980.  Томи Прим
- 1979.	 Силвано Контини
- 1978.	 Роберто Визентини
- 1977.  Марио Беча
- 1976.  Алфио Ванди

### Вишеструки победници
| Позиција | Име               | Држава          | Број победа | Године     |
| -------- | ----------------- | --------------- | ----------- | ---------- |
| 1.       | Владимир Пулников | Совјетски Савез | 2           | 1989, 1990 |
| 1.       | Павел Тонков      | Русија          | 2           | 1992, 1993 |
| 1.       | Боб Јунгелс       | Луксембург      | 2           | 2016, 2017 |
| 1.       | Мигел Анхел Лопез | Колумбија       | 2           | 2018, 2019 |

### По државама
| Позиција | Држава          | Број бициклиста који су победили | Број победа |
| -------- | --------------- | -------------------------------- | ----------- |
| 1.       | Италија         | 15                               | 15          |
| 2.       | Колумбија       | 5                                | 6           |
| 3.       | Русија          | 3                                | 5           |
| 4.       | Луксембург      | 2                                | 3           |
| 5.       | Аустралија      | 1                                | 1           |
| 5.       | Чешка Република | 1                                | 1           |
| 5.       | Француска       | 1                                | 1           |
| 5.       | Шведска         | 1                                | 1           |
| 5.       | Белгија         | 1                                | 1           |
| 5.       | Украјина        | 1                                | 1           |
| 5.       | Шпанија         | 1                                | 1           |
| 5.       | Португалија     | 1                                | 1           |
| 5.       | Мексико         | 1                                | 1           |